# Boratîci, Mostîska
Boratîci (în ucraineană Боратичі) este un sat în comuna Hidnovîci din raionul Mostîska, regiunea Liov, Ucraina.

## Demografie
Componența lingvistică a localității Boratîci
     Ucraineană (98,93%)
     Rusă (1,07%)
Conform recensământului din 2001, majoritatea populației localității Boratîci era vorbitoare de ucraineană (98,93%), existând în minoritate și vorbitori de rusă (1,07%).